# NGC 8

## Додаткова інформація
Зірки пари фізично не пов'язані, вони лише проектуються на небесну сферу близько друг від друга, але справжня відстань між ними дуже велика. Яскравіша помаранчева зірка оптичної пари є надгігантом спектрального класу K6I. Вона знаходиться на відстані не менше 215 тис. світлових років від Сонця поза нашою Галактикою. Більш тьмяна зірка здається за контрастом білою, це жовтий гігант класу G4, що знаходиться приблизно в 10 тисячах світлових років від Сонця.